# Frokost i det grønne
Frokost i det grønne (fransk: Le déjeuner sur l'herbe) er et oliemaleri skabt af den franske maler Édouard Manet i 1862 og 1863. Maleriet forstiller en nøgen kvinde og en letpåklædt kvinde på picnic ude i naturen med to fuldt påklædte mænd. Da maleriet ikke blev udtaget til at blive udstillet ved Parisersalonen i 1863, benyttede Manet lejligheden til at udstille maleriet og to andre på udstillingen De afvistes salon (Salon des Refusés). Her blev maleriet offentlig kendt, blandt andet på grund af det kontroversielle i, at kvinderne på maleriet kunne opfattes som prostituerede. Maleriet opbevares nu på Musée d'Orsay i Paris. En mindre og tidligere version kan ses på Courtauld Gallery i London.
| Kunst | Spire Denne artikel om kunst er en spire som bør udbygges. Du er velkommen til at hjælpe Wikipedia ved at udvide den. |